# 德里克·阿尔斯通
德里克·塞缪尔·阿尔斯通（英語：Derrick Samuel Alston，1972年8月20日—），美国NBA联盟职业篮球运动员。他在1994年的NBA选秀中第2轮第6顺位被费城76人选中。